# Écomusée de Martinique
L'écomusée de Martinique est situé à Pointe Figuier vers le hameau de Poirier, au bord de la plage de l'Anse Figuier, sur la commune de Rivière-Pilote en Martinique

## Description
L'écomusée, créé en 1993, est devenu établissement régional en 1998.
Situé dans l'ancienne distillerie Ducanet fermée en 1924, cet écomusée retrace l'histoire de la Martinique au travers d'objets, de reconstitutions et de maquettes (thèmes des collections : préhistoire, sciences et techniques et agro-alimentaire).
Les collections évoquent l'histoire de l'île depuis la préhistoire amérindienne au début de l'ère coloniale, en passant par la période esclavagiste jusqu'à l'économie de la plantation.
La découverte d'un important site archéologique de la période saladoïde (arawak) sur le site a permis aux collections de s'enrichir d'une belle collection de vestiges archéologiques précolombiens.

### Thèmes de l'écomusée
Au rez-de-chaussée :
- Présentation du site amérindien de l'Anse Figuier et des populations amérindiennes
- La Martinique au début de la colonisation, les premières cultures
- L'esclavage
- Les grandes cultures coloniales : canne, café, cacao, banane
- Le jardin Caraïbe

A l'étage :
- Présentation de la vie domestique dans les années 1950 (intérieur de la maison et atelier d'artisan : Ebéniste, vannier)

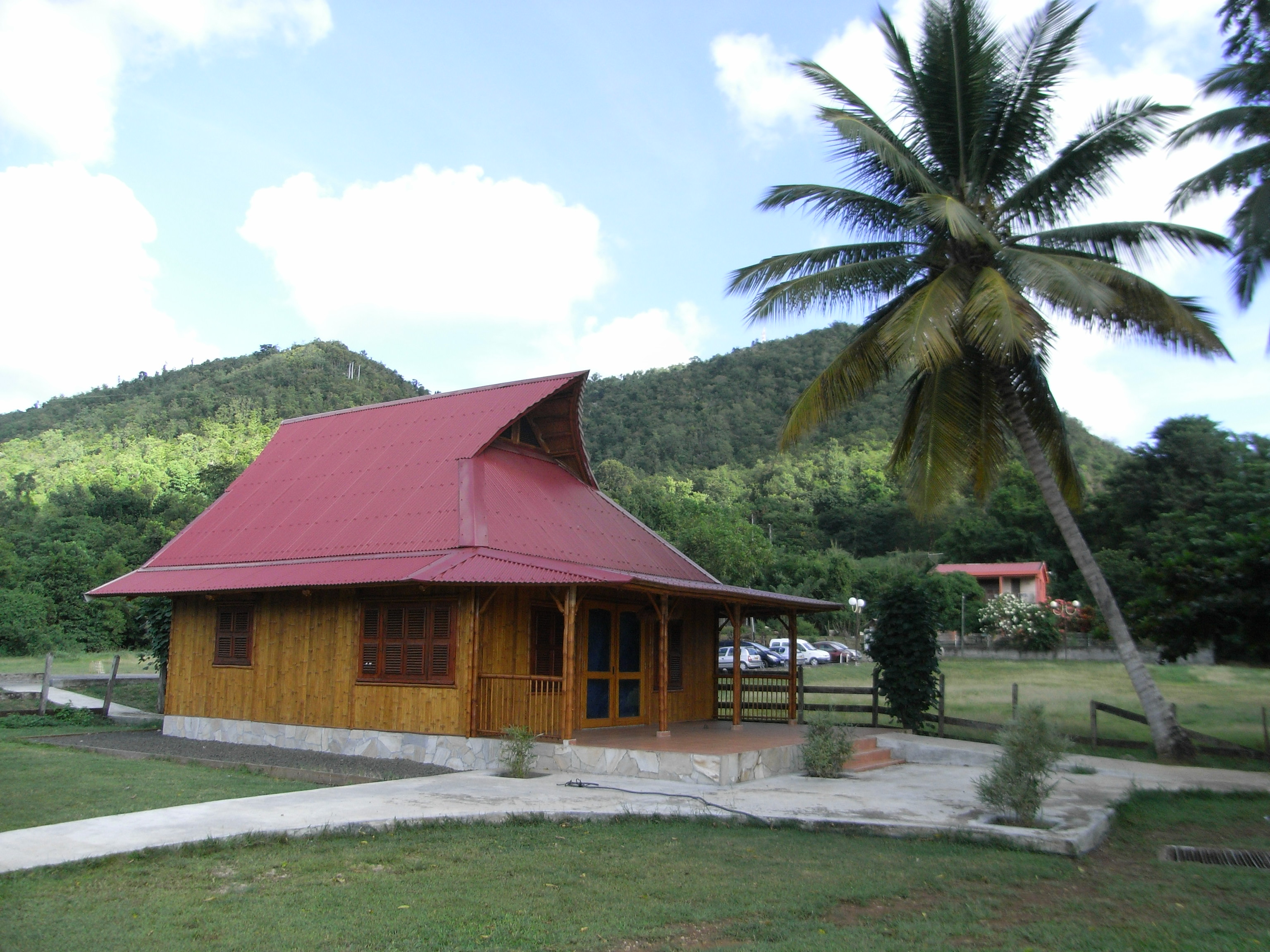
Maison du musée

## Horaires
- Mardi, mercredi et jeudi de 08h30 à 17h30.
- Vendredi de 08h30 à 17h00.
- Samedi de 8h30 à 13h00 et de 14h00 à 17h00
- Dimanche de 09h00 à 13h00 et de 14h00 à 17h00